# Ледерберг, Джошуа
Джошуа Ледерберг (англ. Joshua Lederberg; 23 мая 1925, Монтклэр, штат Нью-Джерси, США — 2 февраля 2008, Нью-Йорк, США) — американский генетик и биохимик. Супруг Эстер Ледерберг (в 1946—1966 гг.)
Член Национальной академии наук США (1957), иностранный член Лондонского королевского общества (1979), член Папской академии наук (1996).

## Биография
Сын раввина Цви Хирша Ледерберга и Эстер Ледерберг (Голденбаум). За два года до рождения Джошуа его родители приехали в Америку из Палестины. Закончил Колумбийский университет (1944), продолжал обучение в Йельском университете, защитив степень доктора философии (1947). В 1947—1958 годах работал в Висконсинском университете; с 1959 года профессор Медицинской школы и руководитель Лаборатории молекулярной медицины Стэнфордского университета в Пало-Альто и одновременно (с 1962 года) Калифорнийского университета в Беркли.

## Основные работы
Открыл механизм генетической  рекомбинации у бактерий (1947).

## Нобелевская премия
Нобелевская премия по физиологии и медицине (1958) совместно с Дж. Бидлом и Э. Тейтемом за исследования по генетике микроорганизмов: «за фундаментальные исследования организации генетического материала у бактерий». По мнению известного вирусолога М. Остерхолма, Ледерберг оставался одним из влиятельнейших людей на всем протяжении своей профессиональной деятельности.

## Сочинения
- Bacterial protoplasts induced by penicillin, «Proceedings of the National Academy of Sciences», 1956, v. 42, № 9, p. 574—77;
- Linear inheritance in transductional clones, «Genetics», 1956, v. 41, № 6, p. 845—71;
- Protoplasts and L-type growth Eschirichia coli, «Journal of Bacteriology». 1958, v. 75, № 2, p. 143—60 (совм. с St. Clair).